# Convento Mercedario (Ayamonte)
El convento Mercedario tiene sita en la calle de Jovellanos, en pleno barrio de La Ribera de la localidad de Ayamonte (provincia de Huelva, Andalucía, España), junto a su templo, la Iglesia de la Merced que data de mediados del siglo XVII. 

## Historia
Al igual que el templo contiguo, en su fundación recibió el nombre de Convento e Iglesia de la Santísima Trinidad de Religiosos Descalzos de Nuestra Señora de la Merced y Redención de Cautivos.
La fundación del templo-convento fue llevada a cabo por un particular Don Diego Pérez Mestre en el año 1640, Capitán de la carrera de indias, alguacil mayor de la Santa inquisición, familiar del Santo oficio y sindico de la villa de Lepe. Falleció el 10 de marzo de 1663, y recibió sepultura en la Iglesia, en la bóveda que había mandado preparar bajo el altar mayor.
Todo este conjunto se deteriora con la desamortización. El edificio se cedió por el Regente del Reino a este Ayuntamiento el 9 de febrero de 1842. Gracias a esto, el municipio tendría que destinarlo a un interés general, este hecho favoreció su continuidad.

## Estructura
El convento que consta de un patio central columnado de planta casi cuadrada de 9,5 metros por 10,6 metros, rodeado de una galería de dos alturas. La galería baja está compuesta por arcos de medio punto soportados por columnas de mármol, mientras que en la planta alta la galería se cierra con un muro de fábrica con ventanas pequeñas.
En el piso elevado estaban situados los claustros con una galería que cercaba el patio. En el centro del patio aparece un pozo del que en otras épocas se abastecía de agua al convento. La solería procede también del antiguo convento. Con las salas y habitaciones abiertas hacia él de singular belleza. Hoy es sede central de la Agrupación de Hermandades y Cofradías de la Semana Santa Ayamontina.
Bajos del edificio
Si esto es lo que prácticamente se ha podido conservar de forma unitaria del convento, no debemos creer que únicamente fueron estas sus originarias dependencias. El antiguo convento mercedario, se extendía por otras habitaciones hoy ya desmembradas del conjunto inicial. Los bajos del claustro y todas las viviendas particulares que en la actualidad se sitúan en la fachada de calle Huelva y calle San Pedro.
Toda la parte del edificio situado al nivel de la calle Iberia estaba destinado para el refectorio, despensa, cocinas, corrales…

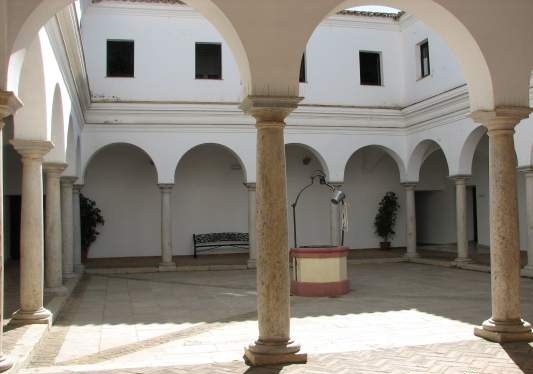
Claustro
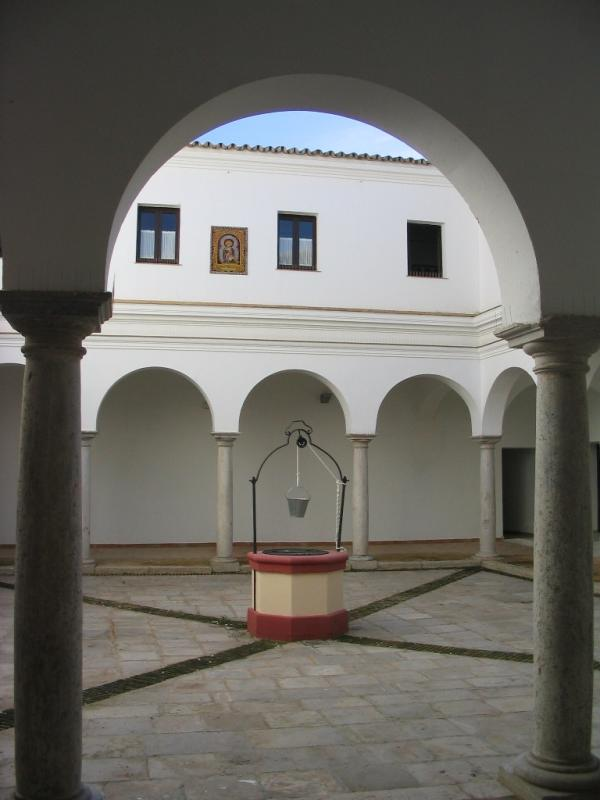
Detalle pozo
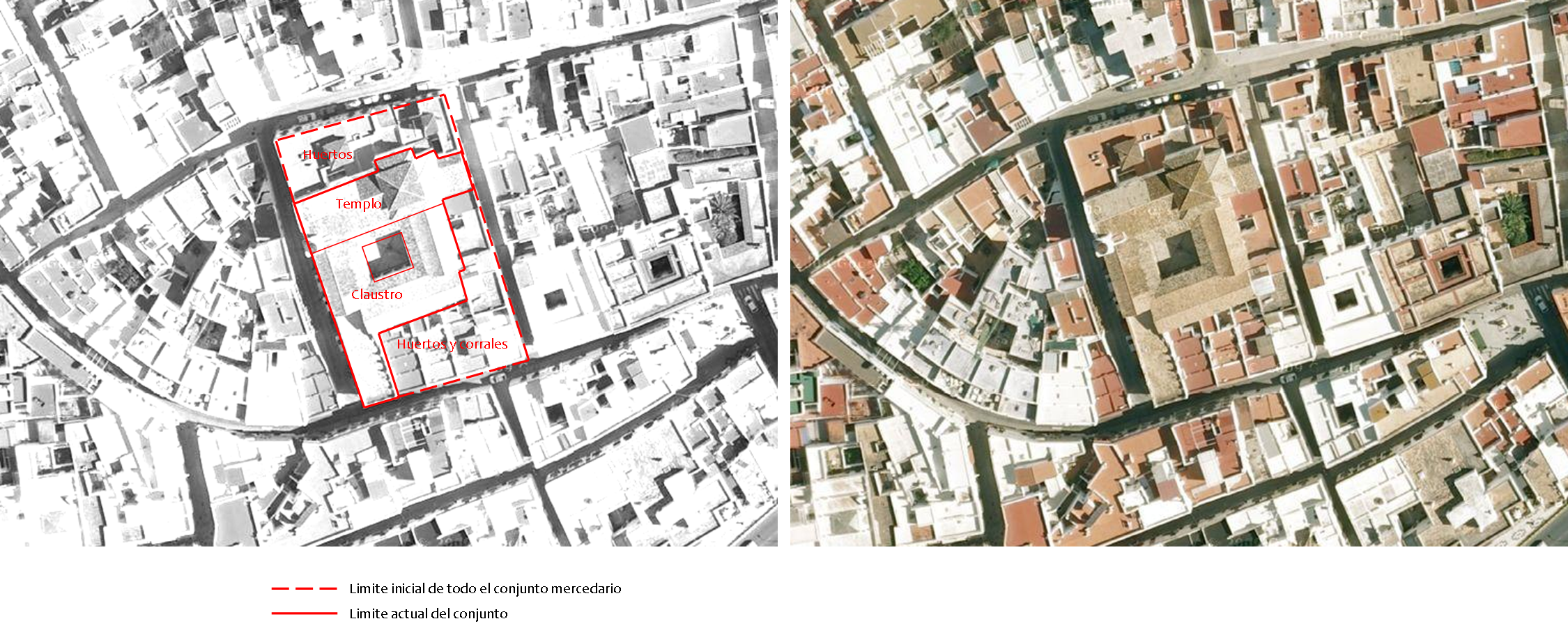
Reconstrucción del conjunto